# Бучани
Бучани (слч. Bučany) насељено је мјесто са административним статусом сеоске општине (слч. obec) у округу Трнава, у Трнавском крају, Словачка Република.

## Становништво
| Година:    | 1994. | 2004.   | 2014.   | 2024.   |
| ---------- | ----- | ------- | ------- | ------- |
| Број људи: | 2050  | 2157    | 2300    | 2380    |
| Разлика:   |       | +5,21 % | +6,62 % | +3,47 % |

| Година:    | 2023. | 2024.   |
| ---------- | ----- | ------- |
| Број људи: | 2386  | 2380    |
| Разлика:   |       | -0,25 % |

Према подацима о броју становника из 2024. године насеље је имало 2380 становника.